# ليندسي هايد
ليندسي هايد (بالإنجليزية: Lindsay Hyde) هي رائدة أعمال أمريكية، ولدت في 1982.
1. ↑   https://www.hbs.edu/faculty/Pages/profile.aspx?facId=670663. اطلع عليه بتاريخ 2024-02-02. {{استشهاد ويب}}: |url= بحاجة لعنوان (مساعدة) والوسيط |title= غير موجود أو فارغ (من ويكي بيانات) (مساعدة)